# جول جاي ريتشارد
جول جاي ريتشارد (بالإنجليزية: Joel J.Richard)‏ (ولد في ولاية كونيتيكت بالولايات المتحدة، 13 ابريل 1976) هو ملحن وعازف قيثارة ومنتج أسطوانات. تعاون مع تايلر بيتس في تلحين وإنتاج موسيقى سلسلة أفلام جون ويك.

## الحياة الشخصية
ترعرع في كونيتيكت بالولايات المتحدة حيث بدأ مسيرته المهنية في التلحين وإنتاج موسيقى الفيديو والافلام وبعضاً من العاب الفيديو التي لم تلقى نجاحاً كبيراً.

## الحياة المهنية
اختاره تشاد ستاهيلسكي في تلحين وإنتاج الموسيقى التصويرية لفيلم جون ويك وباقي الأفلام اُنتجت موسيقاها تعاوناً مع تايلر بيتس حيث تعد سلسلة أفلام جون ويك سلسلة ناجحة جداً.

## الجوائز
جائزة اتحاد بث الموسيقى للأفلام والتلفاز:
فاز بها في عام 2016 عن دوره في مسلسل "كوانتيكو".
فاز بها في عام 2017 عن دوره في فيلم "جون ويك 2" بالتعاون مع تايلر بيتس.
فاز بها في عام 2020 عن دوره في فيلم "جون ويك 3: بارابيلوم" بالتعاون مع تايلر بيتس.

## أعمال شارك بها
•جون ويك
•جون ويك 2
•جون ويك 3: بارابيلوم
•جون ويك 4
•جون ويك 5